# The Best Ten
《The Best Ten》（日语：ザ・ベストテン，缩写：TBT），是日本TBS電視台的音樂節目。1978年1月19日至1989年9月28日期間，每週四21:00至21:54現場直播。總共播放了603集。
是1976年—1977年音樂節目的後繼節目。最高收視率曾達到41.9%的紀錄，是當時TBS電視的王牌節目。《The Best Ten》的音樂排行榜在1980年代是日本一個最受歡迎和大眾最關注的音樂綜合排行榜，當時正值偶像風行的年代，大多數當紅的偶像歌手都上過節目演出。每週節目都現場直播，以倒數的形式揭曉邦樂排行榜的前十位。進入前十位的歌曲，一般歌手都會進行表演。

## 历史

### 前史
当时的TBS，因为之前的节目《top star show 只要有歌》的收视率低迷，而筹划制作新节目。面对当时的制作局长“没有什么关于音乐节目的好点子吗？”的提问，当时的TBS制作人田中敦提议说：“每周，列出最红的10首人气歌曲，做成best ten节目也许比较有趣。不知行不行。。”，而制作局长也说“就用这个点子去做吧”爽快地答应了。
当时的内部工作人员觉得，“（当时正开始流行的）new music歌手中很多人都拒绝上节目，如果以客观的数据做出的榜单为基准的话，节目可能做不下去”，所以以工作人员的主观意志来挑选歌手上节目的“casting方式”，被資深工作人员所坚持。与之相对，“堅持casting方式的话，new music歌手就不会作为考虑对象”，所以应该实行榜单方式的意见被年轻工作人员所支持。一间出现了分歧。最后，制作局长一锤定音，决定用榜单方式来制作节目。但是，因为上述的对立关系，原定于1977年10月开播的新节目推迟了3个月，1978年1月才开播。据大里洋吉说，“the best ten”的开播与日本知名女团Candies的解散息息相关。
新节目的支持人，本就决定好又TBS的播音员久米宏从之前的节目延续下来。而作为搭档的女性主持人则选定由黑柳徹子担任。本来准备施行再加上西田敏行的三人主持体制，但是因为西田的日程冲突，最后还是施行了两人主持的体制。本来久米准备在“top star show”之后就退出主持界，但是因为是和黑柳搭档，遂决定继续住持音乐节目。

### 前夜祭

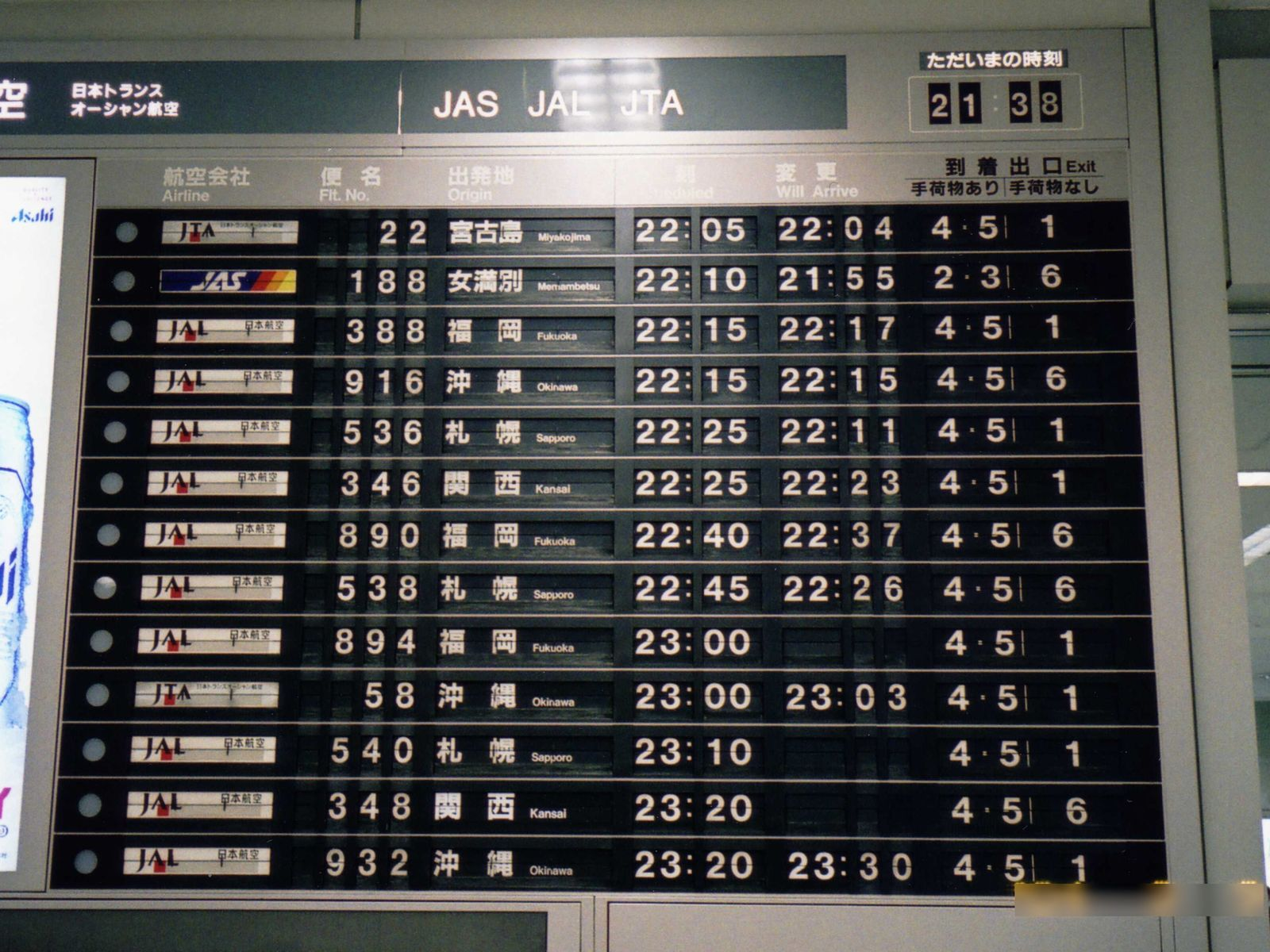
图为東京國際機場使用的机械翻页显示牌。采用机械翻页显示牌显示单曲榜单成为该节目的经典场景。

初次播放之前的一周（1978年1月12日），播放了“the best time前夜祭”。前半段是请歌手们演唱昭和43年到昭和52年的oricon年榜第一歌曲（唱别人的歌）。后半段是根据唱片销量和有限放送的数据发表1977年的年榜。主题曲也不是播放常规版本，而是经过特殊编曲现场演奏。石川小百合和さだまさし缺席。一共有八首歌曲在演播室里被演唱。
另外，作为嘉宾演出的有，山口百惠、樱田纯子、殿さまキングス、八代亚纪、乡广美等共15组。“spot light”的单元，日野てる子献唱了「夏の日の思い出」。作为前夜祭，节目在TBS的演播室“G stereo”中拜访了好几个桌子，好似party一般。也没有制作歌曲的布景，歌手们都是坐在band前面的椅子上唱歌的。榜单的看板也和一般演出时会翻动的板子不一样，而是用手写的方式在左侧用橙色字写上去年的年冠军曲目，右侧用白字写着1977年的年间best ten。在那前面放置这沙发，黑柳和久米两位主持时不时会坐在上面。除了歌手以外，福田一郎等音乐评论家和制作人等相关人士也出席了节目。开场的主题曲也和大家耳熟能想的旋律完全不同。收视率达24%（也有资料显示是21.4%）。

## 主持人
黑柳徹子從第一集到最後一集都擔任主持。
- 第一代：黑柳徹子、久米宏

1978年1月19日—1985年4月25日（第1回—第375回）
- 黑柳徹子和輪換制的男性主持人（進行候補的男主持人有松宮一彥、松下賢次（日语：松下賢次））

1985年5月2日—1985年9月26日（第376回—第397回）
- 第二代：黑柳徹子、小西博之（日语：小西博之）

1985年10月3日—1986年9月25日（第398回—第448回）
- 第三代：黑柳徹子、松下賢次（日语：松下賢次）

1986年10月2日—1989年1月5日（第449回—第565回）
- 第四代：黑柳徹子、渡邊正行、柄澤晃弘

1989年1月12日—1989年9月28日（第566回—第603回）
在第一次播出节目前一周的「The Best Ten前夜祭」（1978年1月12日）是由黑柳、久米组合擔任主持。正式的最后一期节目（1989年10月5日）则由四代的黑柳、渡边、柄泽擔任主持。
上述的播出次数是指每周公布榜单形式的正常节目，并不包括前夜祭和最后一次（如果算上的话是605回）。另外，初代的男主持久米在之前的节目「Top Star Show~只要有歌」担任主持，一起算的话他在TBS的周四9点时段擔任主持的时间长达9年零7月。

## 节目编排

### 排行榜統計方式
綜合排行榜以以下四種數據的排名，進行點算換算，然後得出最終綜合點數。
- 唱片銷售量（使用Oricon、Music Lab、Music Research三社提供的數據）
- 有線電視播放量（使用全國有線音樂放送協會提供的數據）
- 廣播播放量（使用JRN系列提供的數據）
- 觀眾寄給節目的點播卡片（相當於觀眾投票）

四種數據都是使用排名數字，即不管大小如何，排名數字一樣的話，基數也是一樣。把每種數據的前30名統計，第1名30點，第2名29點……如此類推，第30名1點。
每種數據所佔的比例份額不一樣，曾經歷三次調整。唱片銷售排行佔的地位越來越重。將排名基數乘以以下的配點：
| 時間                     | 唱片 銷售量 | 有線電視 播放量 | 廣播 播放量 | 觀眾投票 |
| ------------------------ | ----------- | --------------- | ----------- | -------- |
| 1978年1月 （節目開始時） | 30          | 10              | 20          | 40       |
| 1979年2月                | 30          | 10              | 30          | 30       |
| 1981年                   | 45          | 10              | 21.9        | 23.1     |
| 1986年 （到節目完結）    | 60          | 10              | 10          | 20       |

四項數據的排名基點分別乘以配點再相加之後，再乘以3.333，就得出最終點數。
滿點為9,999點。歷史上只有西城秀樹的《YOUNG MAN (Y.M.C.A.)》拿過一次滿點。
在节目刚开播的时候，以上评判标准所占比率为，唱片30%、有线10%、广播10%、明信片40%，明信片所占比重较高，有时会出现按照唱片和有线排名连前20都进不了的歌曲凭借明信片上的优势进入前十的情况。但是，从1979年2月开始，TBS没有通过节目发表声明，而是通过周刊杂志更正了榜单的评判标准，变为唱片30%、有线10%、广播30%、明信片30%，也就是说广播的比重上升了，而明信片的比重下降了。理由是节目组发现明信片中有很多笔迹明明是一样的，但却以不同名义发出，也就是说有些狂热饭有组织性地借用他人的名义寄明信片让支持的歌手点数上升。
之后评判标准又经过修正，自1981年左右开始变为唱片45%、有线10%、广播21.9%、（明信片）点播23.1%，而自1986年变为唱片60%、有线10%、广播10%、点播20%，但是这些均没有进行官方公布。电视节目的音乐榜单越来越重视唱片、CD销量的倾向越来越明显。在该节目停播以后，Music Station（MS）的单曲排行等变成了几乎可以说是100%以CD销量作参考而排的。这可以上体现出，随着时代的变迁，LP逐渐被CD所取代，广播也不再是观众收听节目的主要方式，观众也越来越少用寄明信片的方式来表达对喜爱歌星的支持。
点数的计算方式是，综合各要素后对进榜的前30首歌曲进行排位，第1名30点、第2名29点…第30名1点以此类推。在此基础上，放大倍数让总分变成300分满分，随后合起来算出总分决定排名。在节目上根据表演的情况乘以33.33倍，即9999分为满分。

### 节目构成以及布景
榜单是以当时世界各国国际机场显示出发与到达时间的翻转板作为参考而制成的。翻转板的左半边是上周的综合前10位排名，用橙色表示，右半边是本周的综合前10位排名，从第10位开始倒数发表。主持人说出：“本周的第X位是”，随着定音鼓声敲响的同时曲名和歌手名迅速翻转，並伴隨左側閃爍的紅燈，数秒以后翻转出所得点数，再由主持人宣讀單曲、歌手名以及得點數。
歌手登场时，伴随着管弦乐队演奏的登场音乐（第1位与其它有些差异），从旋转玻璃门中走出。在第1位登场时，工作人员通常会准备好的带彩条的花绣球等祝贺礼物。带彩条的花绣球会藏在圆球中吊在天花板上，垂下一根绳子。拉动绳子时，花绣球和彩带就会飞出。绳子最初由主持人来开，到了后期则由获得第1位的歌手拉开，歌手在大量的纸片花、气球和纸袋的飞舞中接受祝福。
在演播厅的伴奏，基本是有管弦乐队现场演奏，到了后期则更多地使用卡拉ok伴奏。至于布景，则充分展现了该节目最独到的特称，会出现一些完全意味不明、与歌曲主题完全无关的设计。有些歌手（比如长渕刚）也不需要特别的布景。
若歌手在棚外或外地，則會在允許情況下進行戶外連線，出場音樂在節目前期與棚內演出者的音樂一致，節目後期則變成另一專用音效（第一名仍為原來冠軍的登場音樂）；訪問歌手的工作，則由當地的聯播電視台播報員負責。
1980年代后半，有些乐队的成员分头活动时，该节目会使用合成的手段将他与其他成员合成进行转播。
有个单元称作"本周聚焦"，会介绍榜单前10名以外的一两首曲目。第11—20位的曲目用VTR介绍，如果出演人数少也会介绍第30—50位。
节目的最后会进行全员合影留念。节目组会每周抽选寄明信片来的幸运观众，把照片（后期为拼图）免费寄给他们作为纪念礼物。一般是由每周获得第一的歌手来说："好~pose~"。节目停播时，把这些照片制作成书，送给国立图书馆以及各都道府县的图书馆。虽然各电视台也进行收藏，但除建台庆典以外是不对外公开的。

### 年间best ten
除节目停播的1989年以外，每年末都会进行"年间 best ten"，而从1981年开始每年6月会进行"上半年best ten"，1988年还进行了"月间 best ten"。从1978年到1980年，年间榜单并没有发表歌曲所得点数。1982年以前是和往常的节目一样，在一个小时之内先快速公布本周的榜单然后再公布年榜，1978年的第1名，1979年的第1和第3名，1980年的前三年，1981年的第1和2名进行了现场演唱。1982年以后则升级为长达3小时的"豪华版"。

## 榜单纪录
- 最多周连续取得第一名的单曲：紅寶石戒指（寺尾聰、12週连续）
- 获得第一名次数最多的歌手：中森明菜（69次；因而有“TBT女王”之称）
- 最高得分取得第一名的单曲：YOUNG MAN (Y.M.C.A.)（日语：YOUNG MAN (Y.M.C.A.)）（西城秀樹、2週连续9999分）
- 最低得分取得第一名的单曲：「最後のHoly Night（日语：最後のHoly Night）」（杉山清贵、7559分）
- 获得第一名时间跨度最长的单曲（12年间）：長良川艶歌（日语：長良川艶歌）（五木宏）
- 第一名获得空降第一名的歌手：白いパラソル（日语：白いパラソル）（松田聖子）
- 两期节目之间排名上升最快的单曲：DESIRE -情熱-（日语：DESIRE -情熱-）（中森明菜：第33名上升至第1名）

### 连续获得第一名周数最多的单曲
- 第1名（12週）：紅寶石戒指（寺尾聰）
- 第2名（10週）：銃爪（日语：銃爪 (曲)）（世良公則&ツイスト）
- 第3名（9週）：YOUNG MAN (Y.M.C.A.)（日语：YOUNG MAN (Y.M.C.A.)）（西城秀樹）、悠然銀光中（近藤真彦）
- 第5名（8週）：大都会（日语：大都会 (曲)）（クリスタルキング）、ハイスクールララバイ（日语：ハイスクールララバイ）（イモ欽トリオ）、Second Love（日语：セカンド・ラブ (曲)）（中森明菜）、瞳はダイアモンド（日语：瞳はダイアモンド/蒼いフォトグラフ）（松田聖子）、ジュリアに傷心（日语：ジュリアに傷心）（The Checkers）、玻璃的十代（光GENJI）

### 获得第一名周数最多的歌手
- 第1名（69週）：中森明菜
- 第2名（51週）：The Checkers
- 第3名（44週）：松田聖子
- 第4名（40週）：近藤真彦、光GENJI
- 第6名（25週）：田原俊彥
- 第7名（24週）：少年隊
- 第8名（18週）：世良公則&ツイスト
- 第9名（14週）：南方之星、工藤靜香
- 第11名（13週）：西城秀樹
- 第12名（12週）：澤田研二、クリスタルキング、寺尾聰、安全地帶
- 第16名（11週）：松山千春、长渕刚、南方之星

### 获得第一名曲目最多的歌手
- 第1名（17曲）：中森明菜
- 第2名（15曲）：松田聖子
- 第3名（13曲）：近藤真彦
- 第4名（11曲）：The Checkers
- 第5名（10曲）：田原俊彥、少年隊
- 第7名（7曲）：光GENJI
- 第8名（4曲）：山口百惠、世良公則&ツイスト、サザンオールスターズ、小泉今日子、工藤靜香
- 第13名（3曲）：澤田研二、西城秀樹、安全地帶、THE ALFEE、长渕刚、男闘呼組（日语：男闘呼組）、Wink (日本组合)

### 上榜次数最多的歌手
同一周2首以上的歌曲上榜的情况下，1首歌曲等于1周（官方书籍：以TheTV BEST10的“上榜总周数排行榜”数据为准）
- 第1名 (全35曲)247週：田原俊彥
- 第2名 (全25曲)224週：松田聖子
- 第3名 (全23曲)223週：中森明菜
- 第4名 (全28曲)211週：近藤真彦
- 第5名 (全20曲)157週：The Checkers
- 第6名 (全22曲)155週：西城秀樹
- 第7名 (全15曲)139週：澤田研二
- 第8名 (全21曲)122週：小泉今日子・(全12曲) 山口百惠
- 第10名 (全14曲)120週：サザンオールスターズ
- 第11名 (全15曲)105週：乡裕美
- 第12名 (全14曲)104週：中山美穗

## 争议

### 榜单的客观性
由于富士电视台推出的小猫俱乐部因电视台之间避嫌的问题而拒绝出演，榜单的客观性低于oricon。"夕阳nyannyan"的节目上，因为使用oricon的排名而造成轰动，以唱片销量排榜单的oricon更加令人瞩目，"the best ten"亦开始走下坡路。不光是"夕阳nyannyan"，其它电视台出于竞争目的也开始倾向于报道即小猫俱乐部以后关注度提升的oricon，而不是"the best ten"。
有无客观性，有无明信片的不真实性、暗箱操作等问题不光是该节目，连参与排名的媒体也抱有疑问。但是，像该节目这种排榜的形式，本就是节目的噱头，并且作为电视娱乐的一种，当然大多数的登场歌手也是本着节目开播的初衷，对榜单的暧昧不清的部分加以理解体谅，来进行表演的。就是基于这种理解，才能让该节目成为为全国观众所喜爱的国民节目。而且，原本就有些新音乐人不上音乐节目，而是以开演唱会来开展音乐活动。以这种理由拒绝出演，就与节目的客观性无关了。

## 外部連結
- The Best Ten（TBS官網）（页面存档备份，存于）
- The Best Ten 2001（页面存档备份，存于）
- The Best Ten　CD OFFICIAL HP（页面存档备份，存于）